# Neamblysomus gunningi
Neamblysomus gunningi là một loài động vật có vú trong họ Chrysochloridae, bộ Afrosoricida. Loài này được Broom mô tả năm 1908.